# 薩卡拉哈
22°55′0″S 44°32′59″E / 22.91667°S 44.54972°E

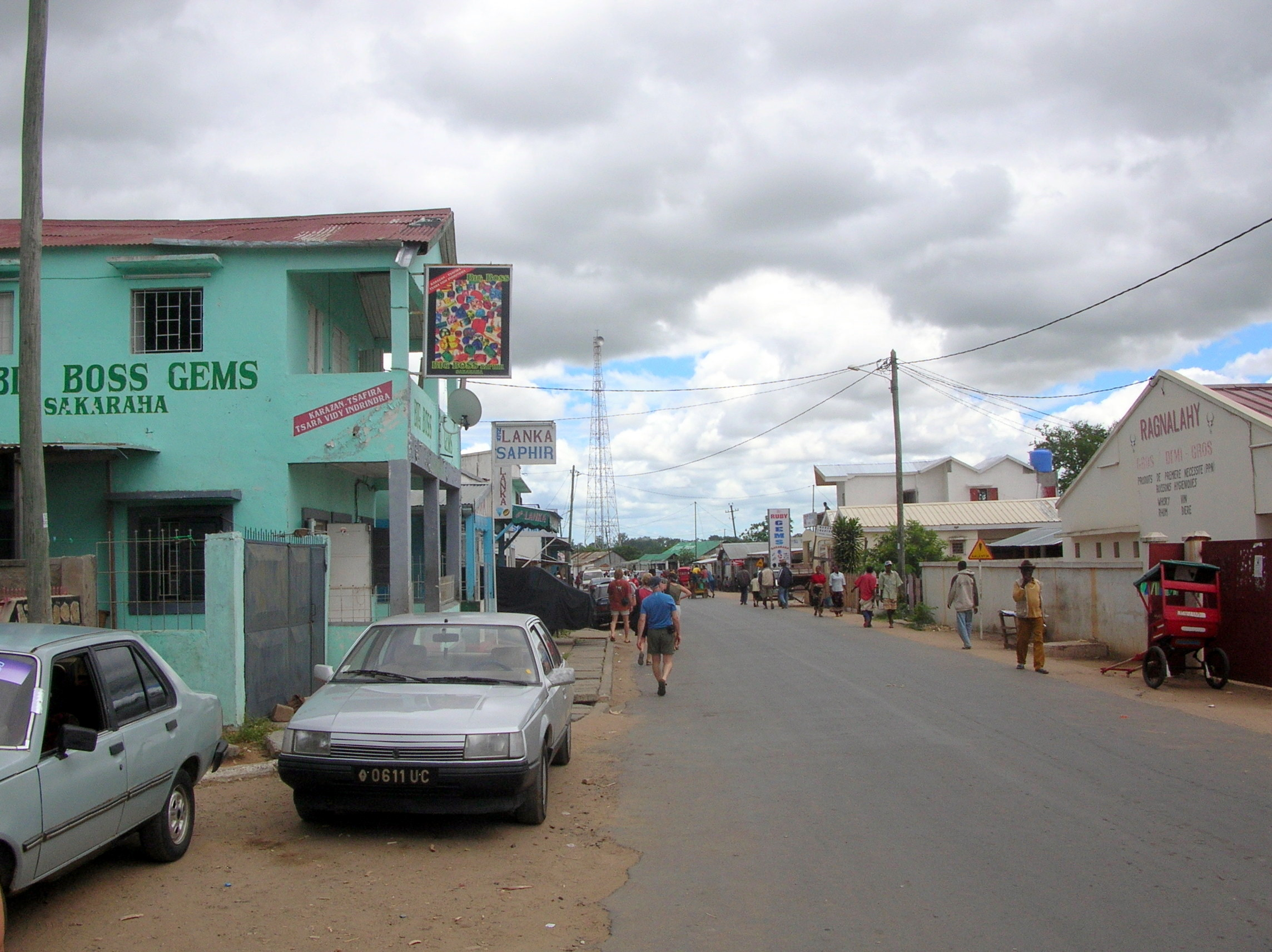

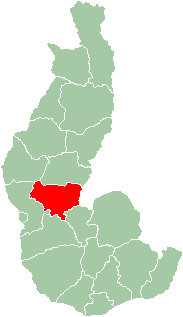

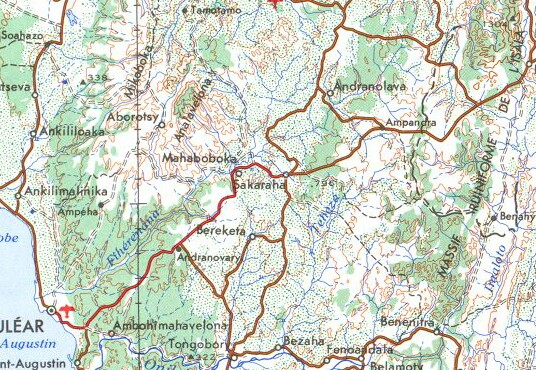

薩卡拉哈，是馬達加斯加的城鎮，位於該國南部，由阿齊莫-安德列發那區負責管轄，是薩卡拉哈區的首府，距離安德拉努武里64公里，海拔高度470米，2005年人口21,197。